# Bogo
Bogo es una ciudad componente filipina perteneciente a la provincia de Cebú, en las Bisayas Centrales.

## Toponimia
El nombre del lugar puede encontrarse escrito con las grafías Bogo y Bogó.

## Geografía
Se encuentra en el norte de la provincia.

## Historia
Hacia comienzos del siglo XX, el lugar, ya por entonces perteneciente a la provincia de Cebú, tenía contabilizada una población de 17 560 habitantes. En 2020, la ciudad componenente de Bogo tenía censados 88 867 habitantes.